# Svenne Hedlund

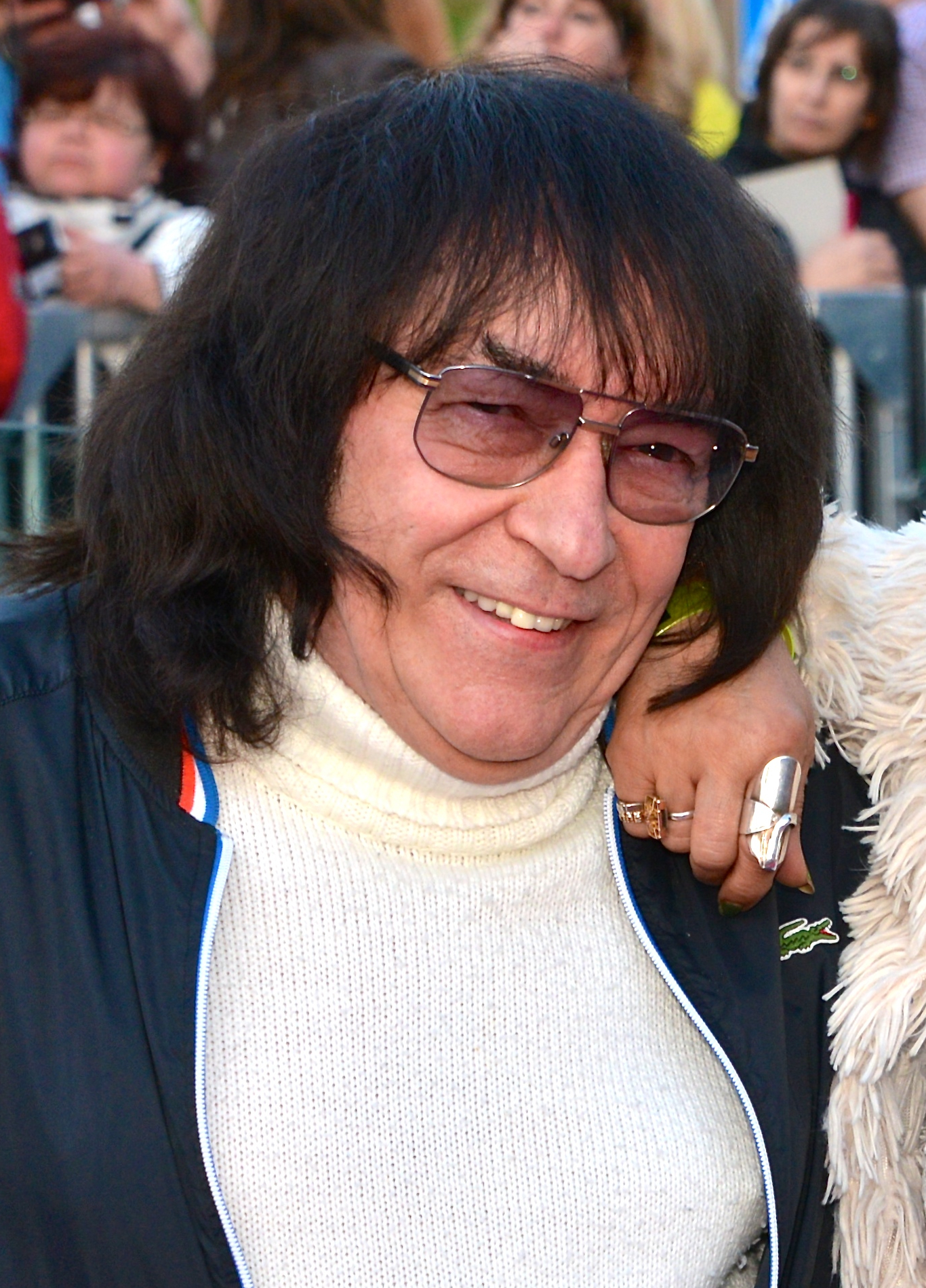
Svenne Hedlund in 2013

Sven Ove "Svenne" Hedlund (Solna, 1 maart 1945 – Värnamo, 3 december 2022) was een Zweeds zanger. Hij maakte deel uit van de band Idolerna.
In de jaren 60 speelde Hedlund in de Clifftones en The Hep Stars, samen met Benny Andersson. In 1968 trad zangeres Charlotte Walker toe tot de band. Een jaar later vormde zij met Hedlund het duo Svenne & Lotta.
Zijn laatste album was "Svenne Hedlund Sings Elvis in Memphis" uit 2010.
Hij overleed op 77-jarige leeftijd.